# Synasellus longicornis
Synasellus longicornis is een pissebed uit de familie Asellidae. De wetenschappelijke naam van de soort is voor het eerst geldig gepubliceerd in 1978 door Odette Afonso.